# Ambérieux-en-Dombes
Ambérieux-en-Dombes ist eine französische Gemeinde mit 1.917 Einwohnern (Stand 1. Januar 2022) im Département Ain in der Region Auvergne-Rhône-Alpes. Sie gehört zum Kanton Villars-les-Dombes im Arrondissement Bourg-en-Bresse und ist Mitglied im Gemeindeverband Dombes Saône Vallée.

## Geographie

### Lage
Ambérieux-en-Dombes liegt auf 300 m, etwa 34 Kilometer südwestlich der Präfektur Bourg-en-Bresse, 27 Kilometer nördlich der Stadt Lyon und 34 Kilometer südlich der Stadt Mâcon (Luftlinie). Das Dorf liegt inmitten der seenreichen Landschaft und historischen Provinz Dombes im Südwesten des Départements Ain. Nachbargemeinden von Ambérieux-en-Dombes sind Sainte-Olive im Nordosten, Lapeyrouse im Osten, Monthieux, Saint-Jean-de-Thurigneux und Rancé im Süden sowie Savigneux und Villeneuve im Westen.

### Topographie
Die Fläche des 15,92 km² großen Gemeindegebiets umfasst einen Abschnitt der westlichen Dombes, eines von unzähligen Seen und Wasserflächen durchzogenen Hochplateaus zwischen dem Tal der Saône im Westen und dem Jura im Osten. Mit Höhenwerten zwischen 290 m und 302 m ist der Großteil der Gemeinde fast eben, nur am Westrand beginnt ein leichter Geländeabfall zum Tal der Saône hin. Dieser Teil sowie die unmittelbare Umgebung des Dorfes werden intensiv landwirtschaftlich genutzt, während am Nord- und Ostrand die für die Dombes typische Aneinanderreihung von Seen und Weihern (frz.: étang) anfängt. Direkt im Dorf befindet sich außerdem der Étang du Cérisier. Die anteilsmäßige Landbedeckung der Gemeindefläche gliedert sich in Felder mit 49 %, Wiesen mit 18 % und sonstige landwirtschaftliche Flächen mit 12 %. Die Wasserflächen der étangs machen fast 12 % aus, während die Siedlungsfläche etwa 7 % einnimmt.

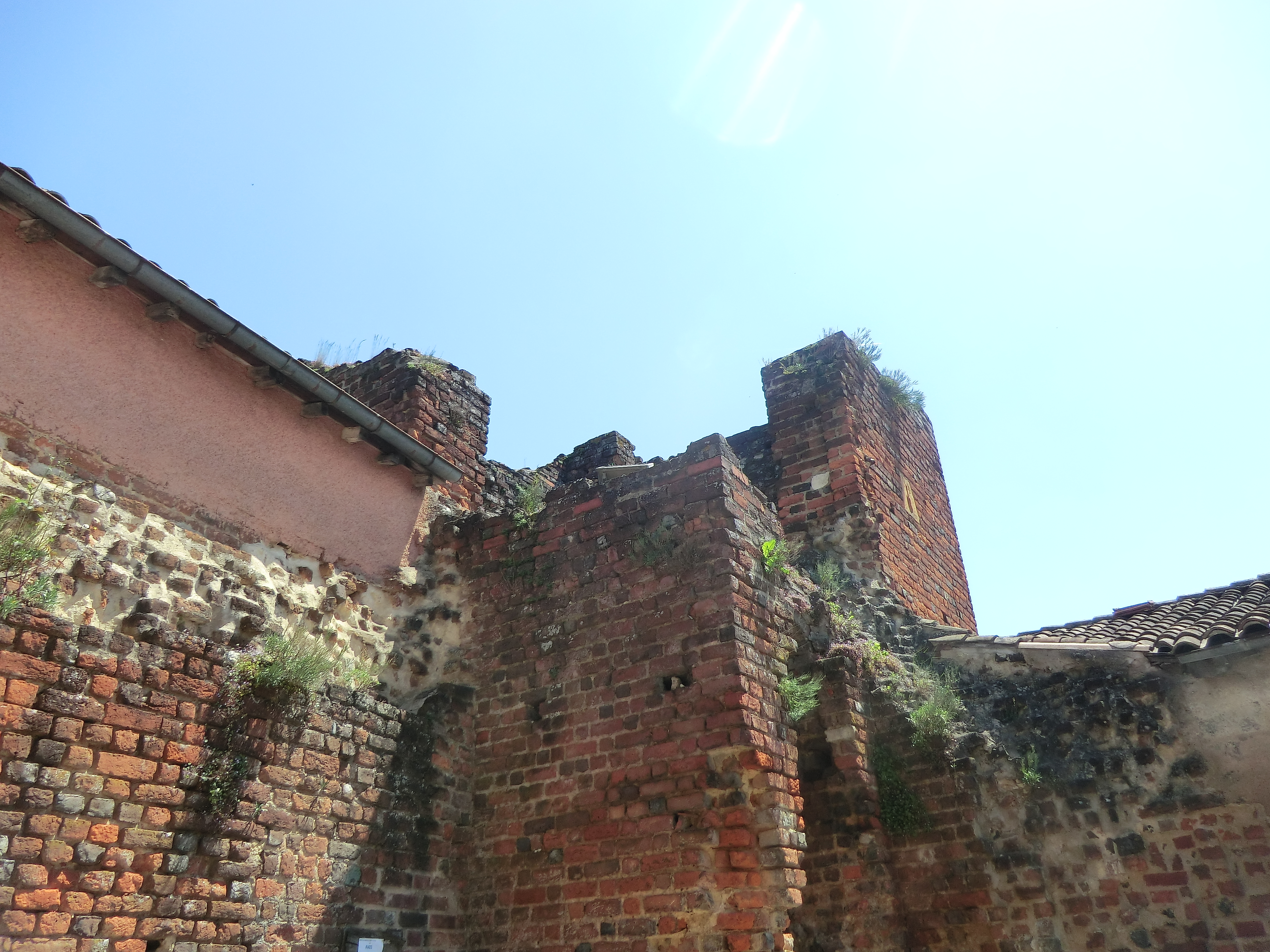
Eckturm der mittelalterlichen Burg

Vom historischen Dorfkern aus erstrecken sich mehrere Siedlungsarme entlang der Zugangswege. Das Dorf ist außerdem von einer Vielzahl von Gehöften und Lieu-dits umgeben.

## Geschichte
Aus der Römerzeit sind keine Funde auf dem Gebiet von Ambérieux bekannt, wohl aber hatte das damalige Ambariacum bereits zur Burgunderzeit eine hohe Bedeutung. Es ist verzeichnet als der Ort, an dem im Jahre 501 der Burgunderkönig Gundobad den Titel 42 des Burgunderrechts erließ (Data Ambariaco in conloquio sub die III. nonas Septembris, Abieno viro clarissimo consule). Es folgten im 6., 9. und 10. Jahrhundert weitere Erwähnungen und der Ortsname wandelte sich im Mittelalter schließlich zu Ambaireu (1226) und Ambérieu (1402).

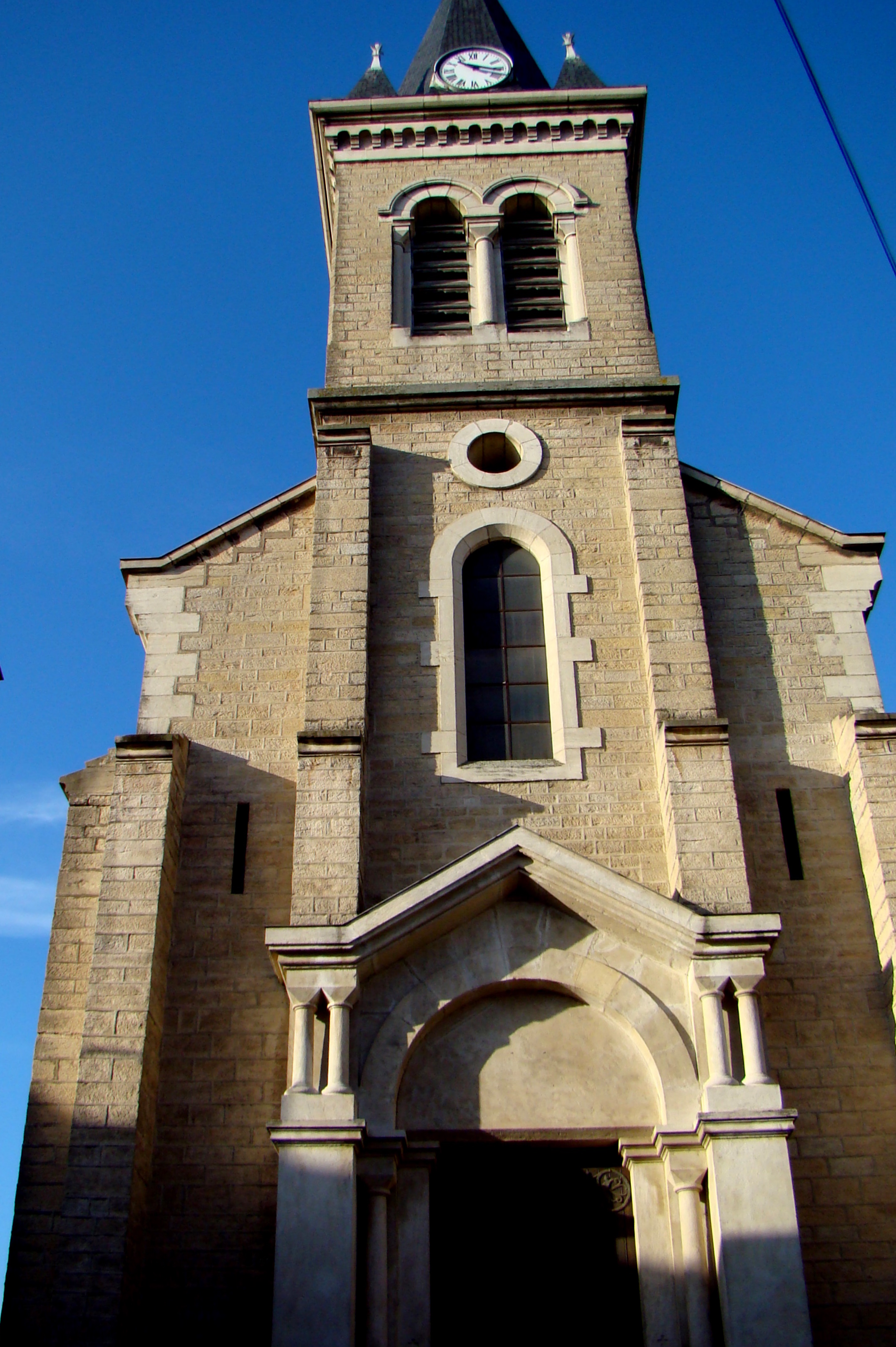
Westportal der Kirche Saint-Maurice in Ambérieux

Die Dorfkirche Saint-Maurice wurde 972 erstmals urkundlich erwähnt. Die Burg von Ambérieux aus dem 14. und 15. Jahrhundert war unter der Herrschaft der Thoire-Villars eine der stark befestigten Burgen der Dombes und steht möglicherweise auf den Überresten des alten burgundischen Herrschaftssitzes.

### Bevölkerungsentwicklung
| Jahr                       | 1962 | 1968 | 1975 | 1982 | 1990 | 1999 | 2010 | 2020 |
| -------------------------- | ---- | ---- | ---- | ---- | ---- | ---- | ---- | ---- |
| Einwohner                  | 588  | 627  | 756  | 848  | 1156 | 1408 | 1616 | 1782 |
| Quellen: Cassini und INSEE |      |      |      |      |      |      |      |      |

Mit 1917 Einwohnern (Stand 1. Januar 2022) gehört Ambérieux-en-Dombes zu den kleineren Gemeinden des Départements Ain. Nachdem die Einwohnerzahl in der zweiten Hälfte des 19. Jahrhunderts gleichbleibend zwischen 800 und 900 lag, nahm sie in der ersten Hälfte des 20. Jahrhunderts ab. In den 1960er Jahren kehrte sich dieser Trend um und es setzte eine starke Bevölkerungszunahme ein, die bis heute anhält. Die Ortsbewohner von Ambérieux-en-Dombes heißen auf Französisch Ambarrois(es).

## Wirtschaft und Infrastruktur
Ambérieux-en-Dombes ist bis heute ein vorwiegend durch die Landwirtschaft geprägtes Dorf, dessen Höfe in der Tierproduktion und Feldwirtschaft aktiv sind. Daneben gibt es heute verschiedene Betriebe des lokalen Kleingewerbes und einige kleine Industriebetriebe. Mittlerweile hat sich das Dorf auch zu einer Wohngemeinde entwickelt. Viele Erwerbstätige sind Wegpendler, die in den größeren Ortschaften der Umgebung, teilweise auch in den Großräumen Lyon und Villefranche-sur-Saône, ihrer Arbeit nachgehen.

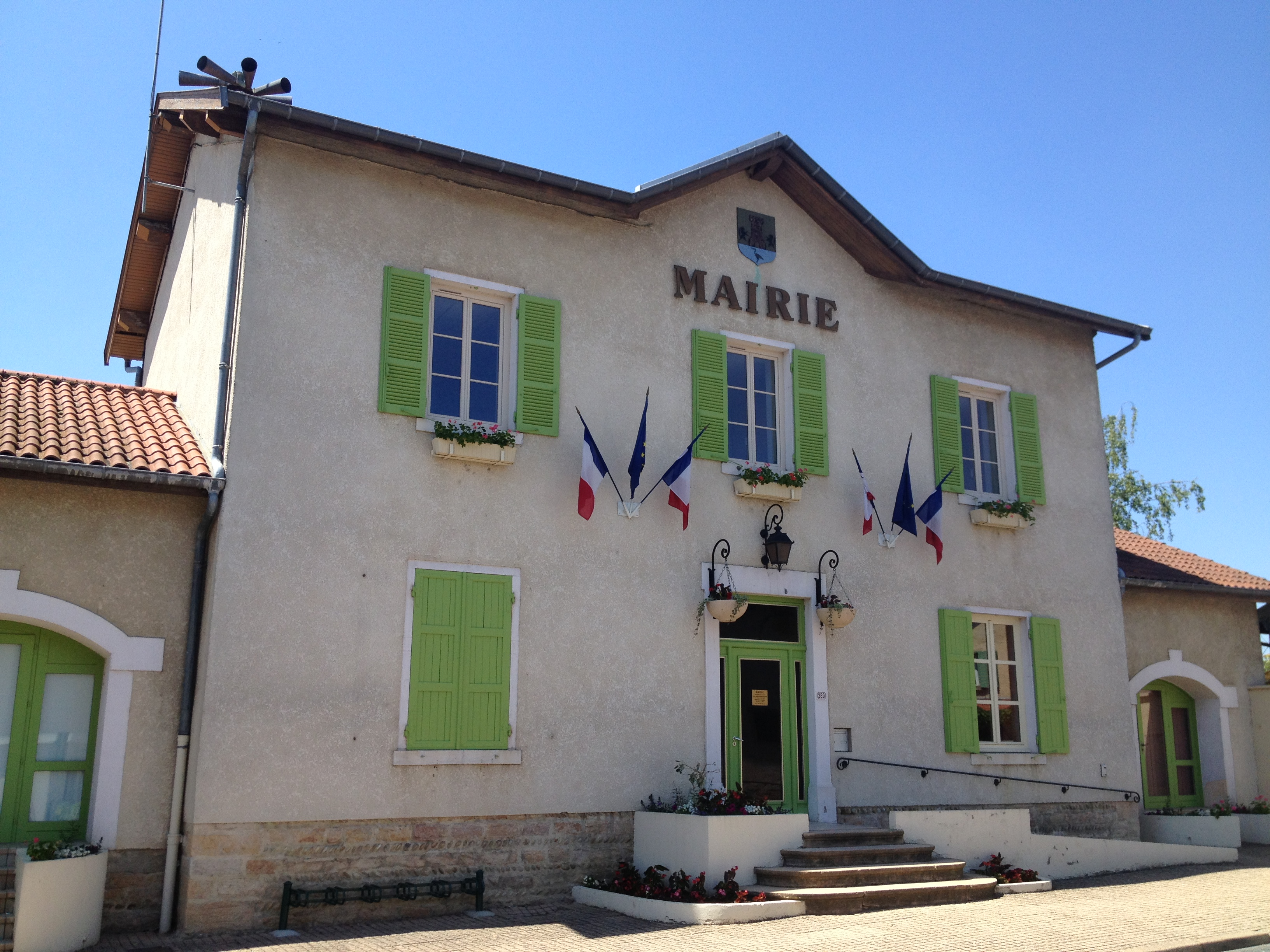
Mairie (Bürgermeisteramt)

Die Ortschaft liegt an der Kreuzung zweier regionaler Verbindungsstraßen, die nicht mehr Teil der heutigen Hauptverkehrswege in Rhône-Alpes sind. Diese sind die ehemalige Nationalstraße und aktuelle D904 zwischen Villefranche und Ambérieu-en-Bugey und die D66 zwischen Saint-Trivier-sur-Moignans und Lyon. Die nächsten Anschlussstellen an die Autoroute A6 oder die A46 befinden sich in rund 15 Kilometer Entfernung. Der nächste Flughafen in der Region ist der  Flughafen Lyon Saint-Exupéry (43 Kilometer entfernt).

### Bildung
In Ambérieux-en-Dombes befindet sich eine staatliche école primaire, eine Grundschule mit eingegliederter Vorschule.

## Sehenswürdigkeiten
Von der mittelalterlichen Burg sind noch drei Türme und der 19 m hohe Donjon erhalten und als monument historique klassifiziert. Sie sind heute Teil der Bebauung im Dorfkern und umfassen ein Areal, in dessen Zentrum später die Dorfkirche errichtet wurde. Sie ist ein Neubau im Stil der Neuromanik aus dem 19. Jahrhundert.